# Amblyeleotris guttata
Gobie grimé
Espèce
Le Gobie grimé (Amblyeleotris guttata) est une espèce de gobies de la famille des gobiidés. 
On le nomme ainsi à cause de son corps blanc recouvert de petites taches orange qui rappelle un déguisement d'acteur.

## Description
Son corps effilé et cylindrique est blanc recouvert de petites taches orange. Adulte, il mesure 7 cm, mais peut atteindre 11 cm.
Comme tous les gobies la nageoire dorsale est bipartie.

## Distribution
Le Gobie grimé est fréquente les eaux tropicales de la zone occidentale de l'océan Pacifiquede la grande barrière de corail, la Micronésie, les Philippines, des îles Ryukyu, aux les îles Samoa.

## Habitat et écologie
Amblyeleotris guttata se rencontre sur des bancs de sable et des herbiers situés entre 10 et 40 mètres de profondeur.

## En aquarium
Bien que fragile et rarement disponible en magasin, on peut le maintenir en aquarium. Il lui faut une cuve de minimum 200 litres et une qualité de l'eau impeccable.
Il est omnivore et accepte toute sorte de nourriture, mais il est difficile de le nourrir en aquarium communautaire.
L'espèce se montre calme et très sociable en aquarium communautaire, mais dans un espace trop réduit, le Gobie grimé peut se montrer agressif avec ses congénères. On le maintiendra donc seul ou en couple.
La reproduction est impossible en aquarium et le dimorphisme sexuel est difficilement observable.

## Taxinomie
Ce taxon admet un synonyme, :
- Pteroculiops guttatus Fowler, 1938

## Référence
- Fowler, 1938 : Descriptions of new fishes obtained by the United States Bureau of Fisheries steamer "Albatross", chiefly in Philippine seas and adjacent waters. Proceedings of the United States National Museum 85-3032 p. 31–135.